# Sarrant
Sarrant ist eine französische Gemeinde im Département Gers in der Region Okzitanien mit 361 Einwohnern (Stand 1. Januar 2022). Sie ist dem Kanton Gimone-Arrats im Arrondissement Condom zugeteilt.
Das Dorf ist seit 1999 als eines der Plus beaux villages de France (Schönste Dörfer Frankreichs) klassifiziert.

## Geografie
Der Gemeinde liegt in der Lomagne, einer Landschaft in der Gascogne als Teil der historischen Provinz Aquitanien, rund 47 Kilometer westnordwestlich von Toulouse. Sie wird vom Fluss Gimone und dessen Zufluss Sarrampion durchquert. Am linken Ufer des Sarrampion befindet sich auch die als Bastide entworfene mittelalterliche Stadt.

## Geschichte

### Antike und Mittelalter
Sarrant folgte einer antiken Siedlung, die an der Römerstraße von Toulouse nach Lectoure lag und sich entlang des rechten Ufers des Sarrampion erstreckte. In der Tabula Peutingeriana ist sie als Sarrali eingetragen. Die antiken Wurzeln des Ortes wurden 2004 durch den Fund eines römischen Sarkophag, der mit Tegula-Ziegeln bedeckt war und vor dem 4. Jahrhundert entstanden sein muss, bestätigt.
Im Mittelalter wuchs Sarrant kreisförmig um die Kirche die dem Hl. Vincent von Agen († um 290) geweiht war. Eine Charta aus dem Jahr 1265, die 1307 vom französischen König Philipp dem Schönen bekräftigt wurde, hält fest, dass es sich bei der Bastide Sarrant um ein „königliches Kastell“ handelt, das von einem so genannten Consulat verwaltet wird und keiner lokalen Herrschaft unterstellt sein darf. Im 15. Jahrhundert existierten drei Burgen und Schlösser in der Gemeinde. Das Schloss Savailhan gehörte der Familie Mauléon. Ihr Vertreter Denis de Mauléon war ein enger Getreuer von Henri de Navarre, dem nachmaligen König Heinrich IV. Von der mittelalterlichen Burg Reychac ist heute nichts mehr zu sehen. Sie bestand aus einer rechteckigen, einstöckigem Saal, der von einem runden Turm flankiert war. Von dieser Warte konnte Baron Jean-Jacques de Reychac die beiden ihm gehörigen Täler überblicken. Das Schloss Cédailh schließlich liegt nahe dem Dorf und war von Jean de Cédailh, einem Bürger und Händler von Beaumont-de-Lomagne, bewohnt.

### Neuzeit
Im 16. Jahrhundert war Sarrant eine prosperierende Pfarrgemeinde mit rund 2000 Einwohnern, wobei 400 innerhalb der Stadtmauern wohnten. Die Bevölkerung lebte vorwiegend vom Getreideanbau, dem Weinbau und der Schafzucht. Das Handwerk wurde von Webern dominiert, die Wolle und Flachs verarbeiteten. Während der Hugenottenkriege wurde Sarrant mehrmals angegriffen und geplündert. Im Jahr 1590 wurde die Stadt besetzt, wobei der Turm Schaden litt. Sarrant musste sich darauf teuer loskaufen; nur dank der Verpfändung des Kirchenschatzes konnten weitere Brandschatzungen verhinderte werden. In den Jahren 1628 und 1631 forderte die Beulenpest einige hundert Tote in der Gemeinde.
Bemerkenswert und wohl einmalig in der Gascogne war die Existenz einer großen Bruderschaft von Musikern in der Stadt. Für die Jahre 1580 bis 1640 sind mehr als hundert Musiker, darunter Geiger, Drehleier-, Psalterium- und Flötenspieler, nachgewiesen. Viele von ihnen waren blind. Die Geigenlehrer von Sarrant bildeten damals viele Schüler von nah und fern aus, so auch Jungmusiker aus der Provinz Béarn, dem Baskenland und der spanischen Grafschaft Rosselló.
Während der Revolutionswirren wurde auch Sarrant von Plünderern und Brandschatzern heimgesucht und konnte sich nur dank einer spontan gebildeten Bürgerwehr vor noch größerem Schaden bewahren. Im Jahr 1813 wurde die Zugbrücke durch eine Steinbrücke ersetzt. Zur Anbindung an das moderne Straßennetz musste auf der Ostseite der Stadtmauer eine große Öffnung gerissen werden. Zwischen 1853 und 1863 wurden die Gräben zugeschüttet und mit Platanen bepflanzt.

### Wappen
Blasonierung: In Silber ein grüner Tannenzapfen.

## Bevölkerungsentwicklung
| Jahr                       | 1962 | 1968 | 1975 | 1982 | 1990 | 1999 | 2009 | 2020 |
| Einwohner                  | 440  | 357  | 319  | 312  | 319  | 338  | 350  | 361  |
| Quellen: Cassini und INSEE |      |      |      |      |      |      |      |      |

## Sehenswürdigkeiten
- Stadttor als Teil der alten Festungsanlage aus dem 14. Jahrhundert, von einem quadratischen Turm überragt
- Kirche Saint-Vincent aus dem 14. Jahrhundert, nach den Hugenottenkriegen im 17. Jahrhundert in vergrößerter Form neu aufgebaut, mit Turmhelm aus dem 19. Jahrhundert.
- Kapelle'Notre-Dame de la Pitié („Barmherzige Maria“) aus dem 17. Jahrhundert vor dem Stadttor neben den Fundamenten eines ehemaligen römischen Brunnens
- Auf der rechten Seite des Stadttores ist ein dem Mittelalter nachempfundener Garten angelegt.

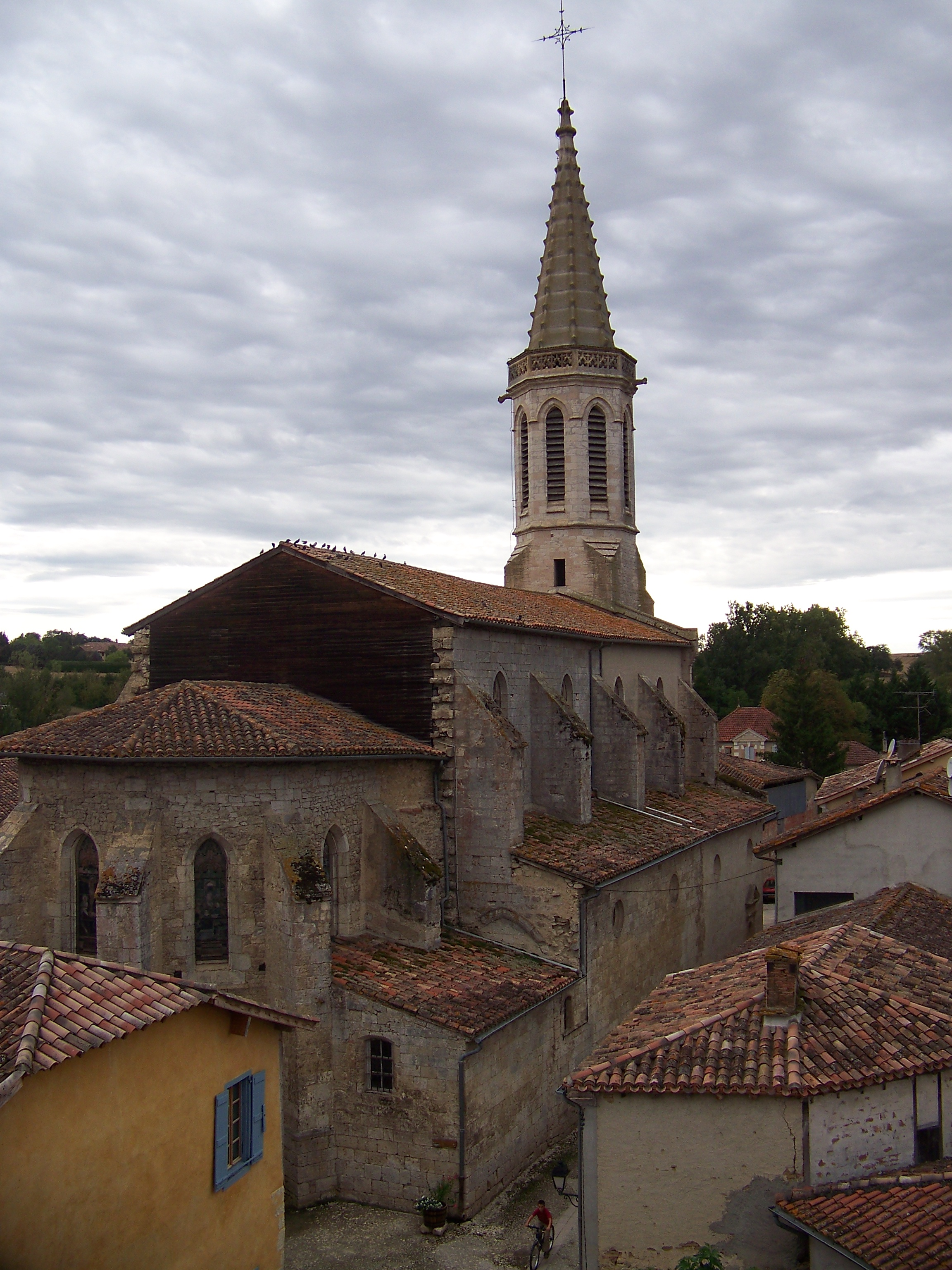
Kirche Saint-Vincent
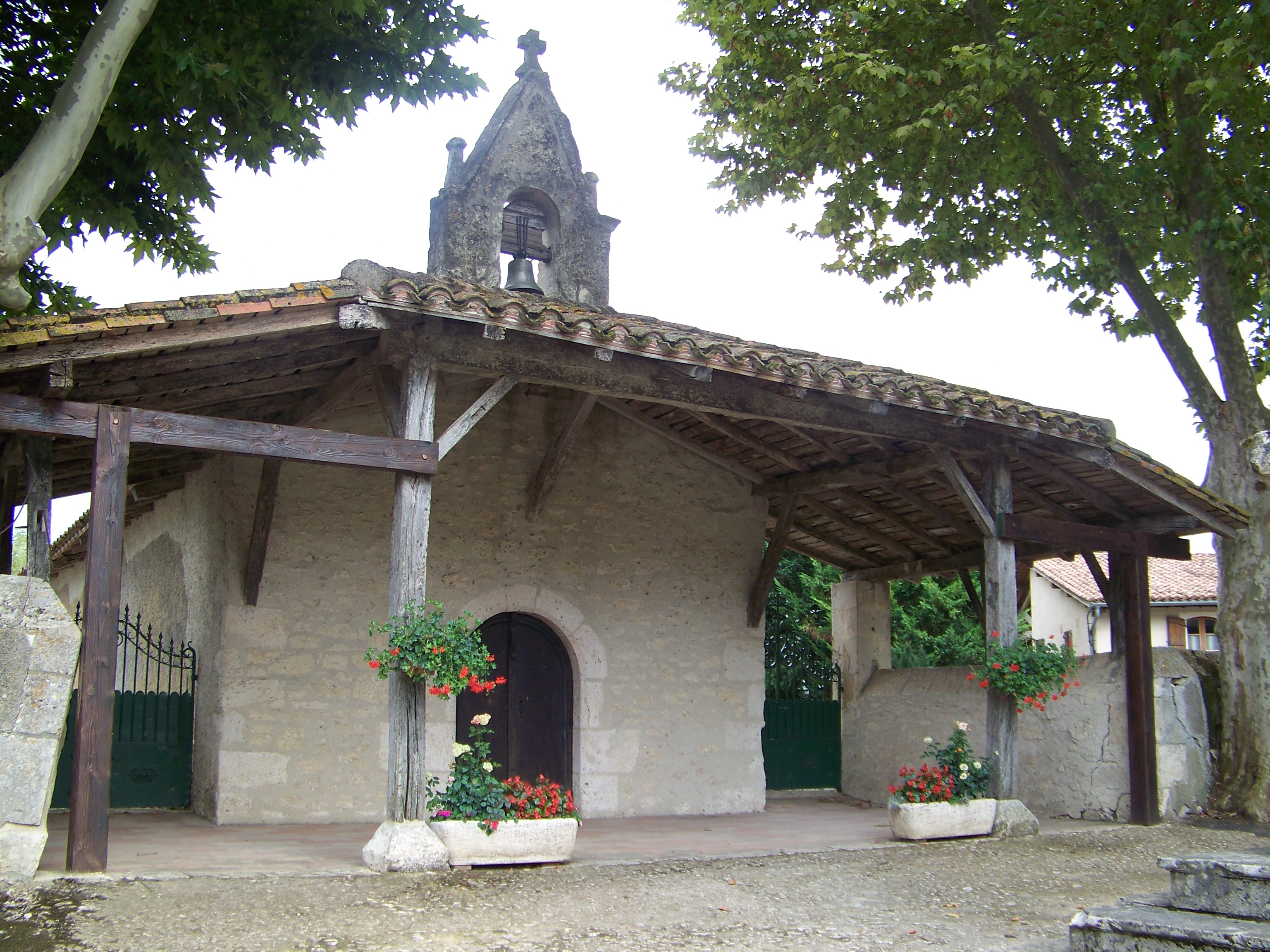
Kapelle Notre-Dame de la Pitié
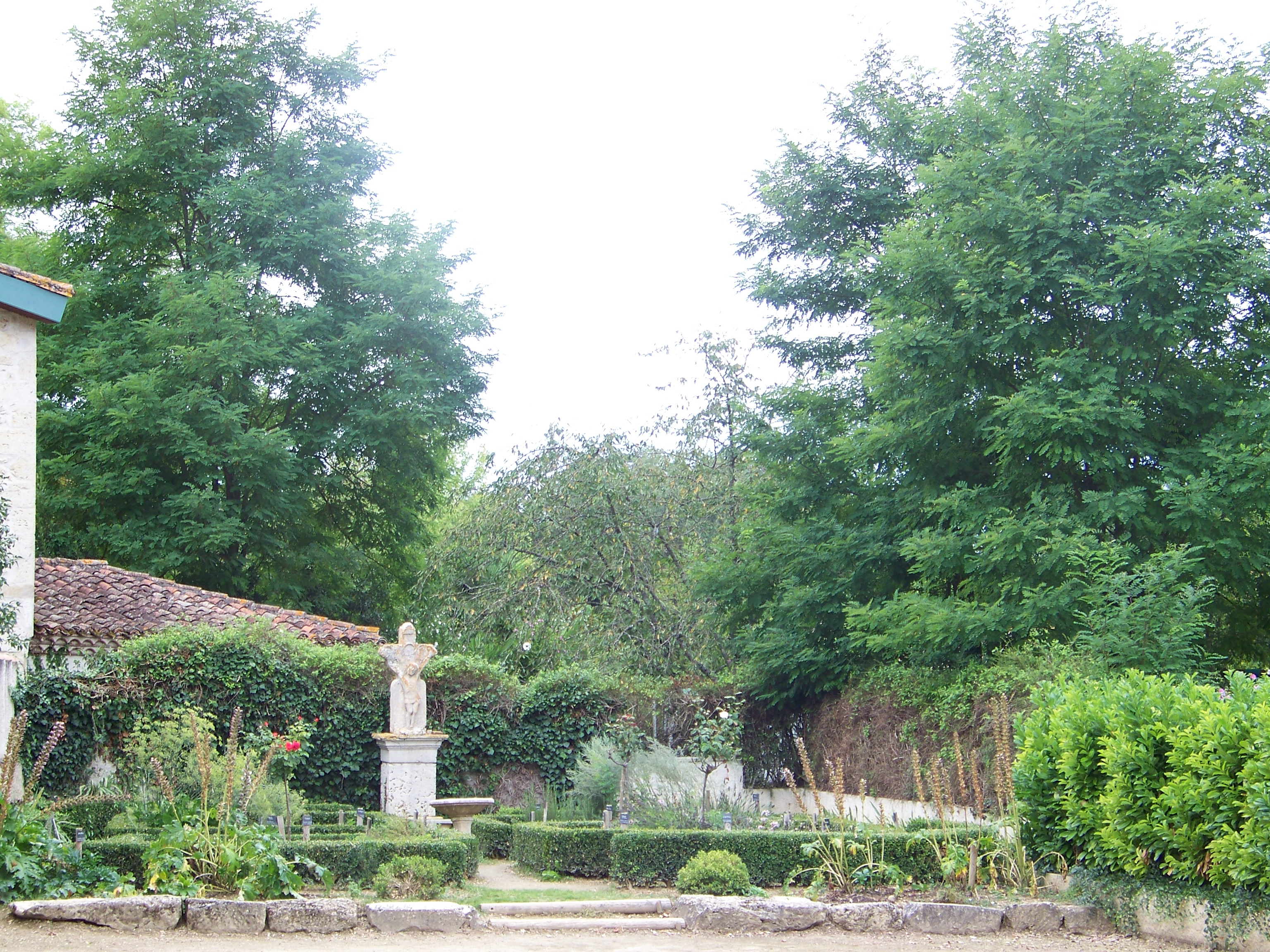
Mittelalterlicher Garten
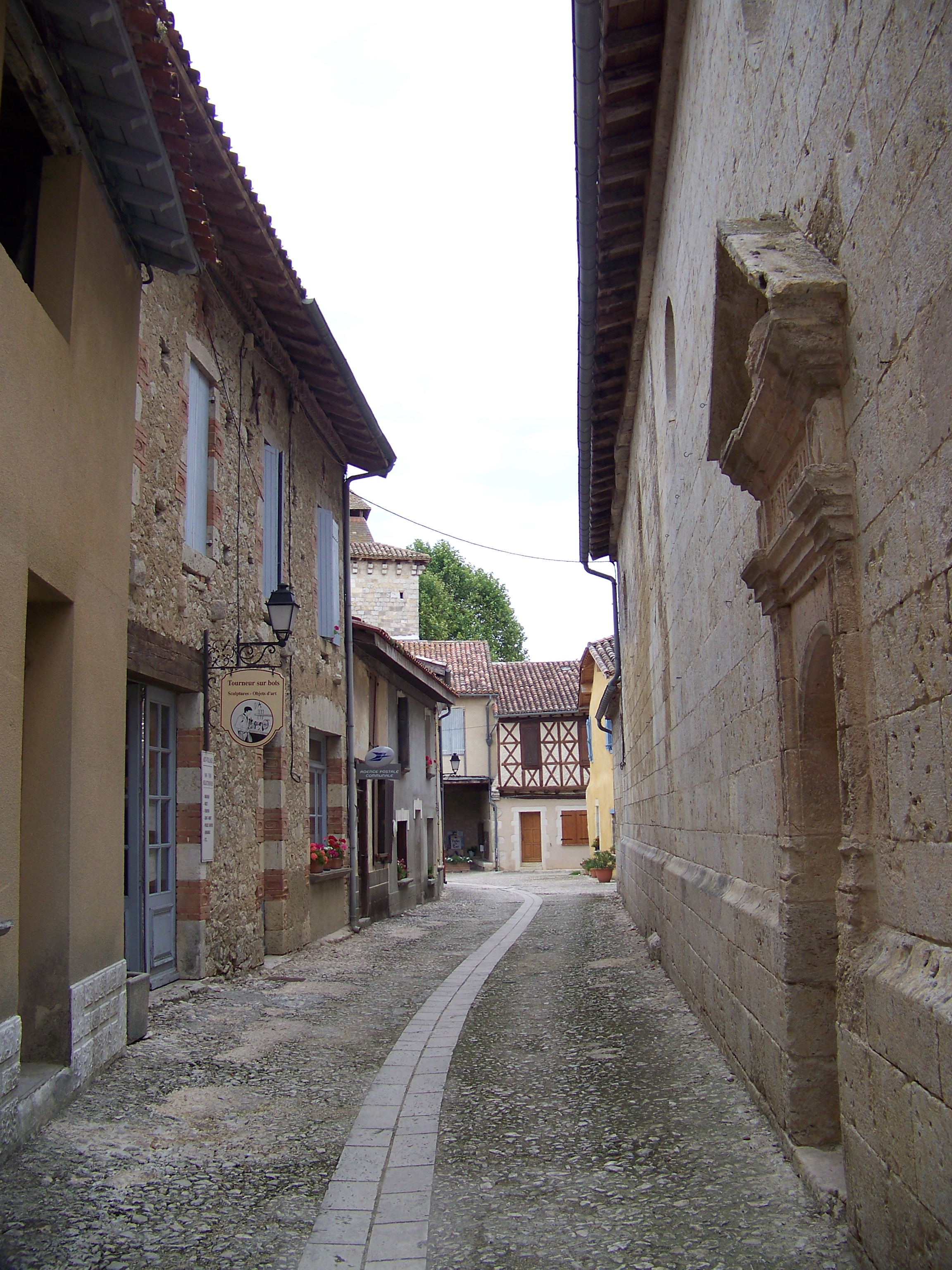
Gassenszenerie